# James Marsh (artiste)
Pour les articles homonymes, voir James Marsh et Marsh.
James Marsh est un peintre et illustrateur britannique né en 1946.

## Biographie
Diplômé du Batley College of Art and Design en 1965, il a travaillé pour les firmes de disques Pye Records et Decca Records avant de co-fonder Ink Studios en 1968 avec le dessinateur avec Alan Aldridge, avec qui il a publié notamment The Beatles Illustrated Lyrics et les affiches Chelsea Girls d'Andy Warhol.
Dans les années 1980, il a conçu des couvertures pour le magazine Time.
James Marsh a conçu des pochettes de disques pour des artistes comme Jamiroquai, Gerry Rafferty ou Erasure (pochette de l'EP Crackers International, 1988), mais il est surtout connu pour son travail avec le groupe Talk Talk dont il a réalisé tous les visuels de 1982 à 1991. Il est l'un des co-auteurs du livre Spirit of Talk Talk paru en 2012, qui retrace la carrière du groupe.
En 2003, le quotidien britannique The Independent l'a classé dans son Top 10 des plus grands illustrateurs britanniques.
De 2012 à 2014, il a été invité à créer les visuels des Rencontres trans musicales de Rennes.